# 井草森公園

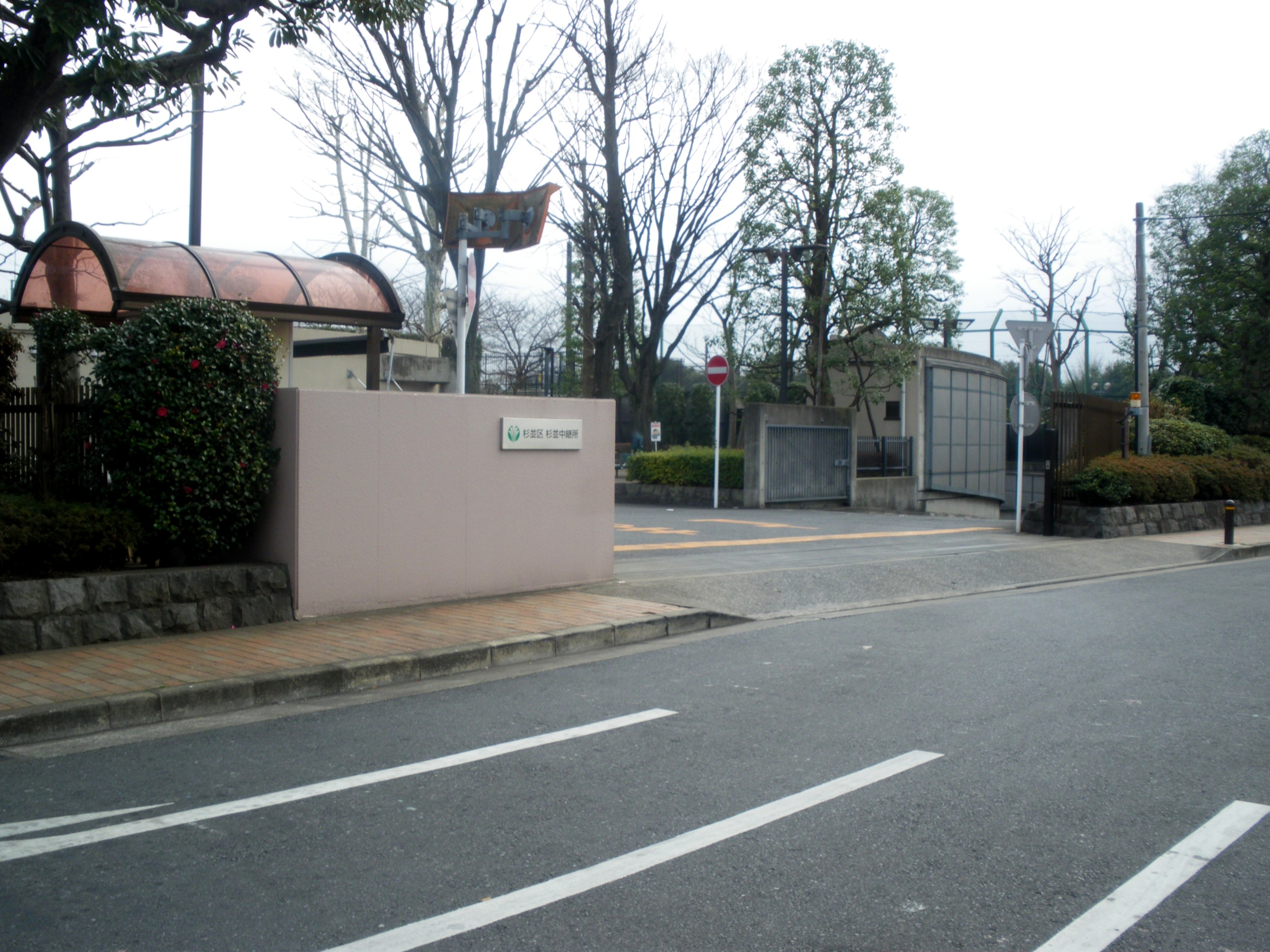
隣接してあった『杉並中継所』

井草森公園（いぐさもりこうえん）は、東京都杉並区井草にある杉並区立公園である。面積は 39,503m2。杉並区立の公園では一番広い公園である。
当地は、旧通商産業省工業技術院機械技術研究所があったところで(当研究所は1980年（昭和55年）につくば市に移転した。)その跡地を利用して造られた公園である。研究所跡地には他に不燃ごみ中継施設である杉並中継所も造られた。
公園には遊具や広場のほか、樹木・草花・池なども整っており地域住民の憩いの場となっている。杉並中継所の屋上部は天然芝が敷かれた井草森公園運動場となっている。
1996年（平成8年）頃から杉並中継所付近の地域住民がのどや目に痛みを訴えるいわゆる「杉並病」が認められるようになり、マスコミに大きく取り上げられ、社会的な問題となった。杉並区は、杉並中継所を不要なものとする方向で進め、不燃ごみの減少等により2009年3月31日をもって廃止した。

## 歴史
- 1939年（昭和14年）4月 - 銀座木挽町より当地に機械技術研究所が移転される。
- 1980年 - 機械技術研究所がつくば市へ移転。
- 1996年3月31日 - 跡地が井草森公園として開園。
- 2009年3月31日 - 杉並中継所廃止。

## アクセスなど
- 西武新宿線・井荻駅徒歩5分
- 公園利用者用に駐車場あり。午前8時30分から午後5時30分まで。有料。
- 常時開園。公園の入場は無料。井草森公園運動場の利用は、要予約で有料。

### 参照
1. ↑  都下杉並区井草4-12-1に井荻本所 清水嘉重郎「工業技術院機械技術研究所」『人工臓器』第6巻第5号、日本人工臓器学会、1977年、254-255頁、doi:10.11392/jsao1972.6.254、ISSN 0300-0818、NAID 130001729066。
2. ↑  2003年に杉並区が発表した「一般廃棄物処理基本計画」による。それによると、杉並中継所に関する取り組みは重点目標としている。参考サイト:
杉並区役所 環境マップ